# Michael Mongkhol On Prakhongchit
Michael Mongkhol On Prakhongchit (in thailandese: มีคาแอล มงคล ประคองจิต; Bangkok, 5 agosto 1905 – 23 gennaio 1958) è stato un vescovo cattolico thailandese.

## Biografia
Michael Mongkhol On Prakhongchit nacque il 5 agosto 1905 a Bangkok, primogenito di una devota famiglia cattolica con sedici figli.
Sentita fin da bambino la vocazione alla vita religiosa, studiò presso l'Assumption college di Bangkok dal 1912 al 1916 e successivamente entrò in seminario a Bang Nok Khwaek nel distretto di Bang Khonthi. Fu poi inviato in Italia nel 1927 per studiare filosofia e teologia presso il Pontificio Collegio Urbano ottenendo un master in teologia nel 1934.
Fu ordinato presbitero Il 23 dicembre 1933 dal cardinale Francesco Marchetti Selvaggiani. Tornato in Thailandia, nel 1934 fu inviato a svolgere il servizio pastorale a Chiang Mai e in seguito fu nominato professore per il Sacred Heart seminary a Si Racha nel 1937.
Il 7 maggio 1953 papa Pio XII lo nominò vicario apostolico di Thare assegnandogli la sede titolare di Blaundo. Ricevette l'ordinazione episcopale il 19 agosto seguente nella cattedrale di Bangkok per imposizione delle mani dell'arcivescovo John Jarlath Dooley. Fu il primo vescovo vicario apostolico di Thare di origine thailandese.
Resse il vicariato per quattro anni e mezzo morendo improvvisamente il 23 gennaio 1958 all'età di 52 anni.

## Genealogia episcopale
La genealogia episcopale è:
- Cardinale Scipione Rebiba
- Cardinale Giulio Antonio Santori
- Cardinale Girolamo Bernerio, O.P.
- Arcivescovo Galeazzo Sanvitale
- Cardinale Ludovico Ludovisi
- Cardinale Luigi Caetani
- Cardinale Ulderico Carpegna
- Cardinale Paluzzo Paluzzi Altieri degli Albertoni
- Papa Benedetto XIII
- Papa Benedetto XIV
- Cardinale Enrico Enriquez
- Arcivescovo Manuel Quintano Bonifaz
- Cardinale Buenaventura Córdoba Espinosa de la Cerda
- Cardinale Giuseppe Maria Doria Pamphilj
- Papa Pio VIII
- Papa Pio IX
- Cardinale Alessandro Franchi
- Cardinale Giovanni Simeoni
- Cardinale Antonio Agliardi
- Cardinale Basilio Pompilj
- Cardinale Adeodato Piazza, O.C.D.
- Cardinale Egidio Vagnozzi
- Arcivescovo John Jarlath Dooley, S.S.C.M.E.
- Vescovo Michael Mongkhol On Prakhongchit